# انجمن ترویج مطالعات رومی
انجمن ترویج مطالعات رومی (انگلیسی: The Roman Society) در سال ۱۹۱۰ به عنوان انجمن خواهر انجمن ترویج مطالعات یونانی تأسیس شد.
انجمن، سازمان پیشرو در بریتانیا برای کسانی است که علاقه‌مند به مطالعه رم و امپراتوری روم هستند. دامنه آن شامل تاریخ شهر رم، باستان‌شناسی، ادبیات لاتین و هنر است.